# Gaspar Noé
Gaspar Noé (Buenos Aires, 27 de dezembro de 1963) é um cineasta franco-argentino.
Em seus filmes o diretor e roteirista geralmente aborda temas como: sexo, violência, vingança. Começou a ficar conhecido pelo seu curta-metragem Carne (1991), que algumas vezes é citado como seu primeiro trabalho, o que não é verdade, sendo na verdade o curta Tintarella di luna (1985). Ficou muito conhecido pelo seu filme Irreversível (2002), que conta com uma cena de estupro de aproximadamente nove minutos, que chocou muitos espectadores, inclusive no Festival de Cannes, este filme trata especialmente da ligação dos personagens com o tempo, e cada detalhe do filme é imprescindível, a percepção do tempo, do prazer, sexualidade, vingança, estupro, combinados com os diálogos fascinantes que são marca do argumentista, causam emoções de toda a ordem no espectador.

## Como ator
- Fez uma pequena aparição em seu filme Irreversível (2002), em que aparece completamente despido. No roteiro, o personagem interpretado pelo roteirista deveria estar se masturbando.

## Como director/realizador

### Longas
- 2021 - Vortex
- 2019 - Lux Aeterna
- 2018 - Climax
- 2015 - Love
- 2009 - Enter the Void (Soudain le Vide, França, Alemanha, Canadá e Japão)
- 2002 - Irreversível (Irreversible, França)
- 1998 - Sozinho contra todos (Seul Contre Tous, França) *O primeiro longa de Gaspar Noé

### Curtas
- 2014 - Shoot (segment of Short Plays)
- 2012 - Ritual (segment of 7 Days in Havana)
- 2008 - SIDA (segment of 8)
- 2005 - EVA
- 2002 - Intoxication
- 1998 - We Fuck Alone (segment of Destricted)
- 1995 - Une expérience d'hypnose télévisuelle
- 1991 - Carne
- 1987 - Pulpe amère
- 1985 - Tintarella di luna

### Videoclipes musicais
- "Je suis si mince", de Arielle.
- "Protect Me", do Placebo.

## Prêmios e indicações
- Enter the Void (2009), foi incluído na seleção oficial do Festival de Cannes, concorrendo à Palma de Ouro.
- Irreversível (2002), Ganhou o Cavalo de Bronze, no Festival de Estocolmo.
- Sozinho contra todos (1998), Festival de Cannes - Mercedes-Benz Award para Gaspar Noé
- Sozinho contra todos (1998), Boston Underground Film Festival - Melhor Filme
- Sozinho contra todos (1998), Buenos Aires International Festival of Independent Cinema - Melhor Filme.
- Sozinho contra todos (1998), Sitges - Catalonian International Film Festival - Melhor Roteiro e indicação para Melhor Filme.
- Sozinho contra todos (1998), Stockholm Film Festival - Indicação para Melhor Diretor (Gaspar Noé).
- Sozinho contra todos (1998), Sarajevo Film Festival - Melhor Diretor.
- Sozinho contra todos (1998), Namur International Festival of French-Speaking Film - Melhor Ator (Philippe Nahon) e indicação para Melhor Filme.
- Sozinho contra todos (1998), Molodist - Kyiv International Film Festival - indicação para Melhor Filme.
- Carne (1991), Ganhou o prêmio de melhor Curta no Festival de Cannes em 1991.